# Duripelta australis
Duripelta australis là một loài nhện trong họ Orsolobidae.
Loài này thuộc chi Duripelta. Duripelta australis được Raymond Robert Forster miêu tả năm 1956.